# Ooredoo
Ooredoo (precedentemente nota come Qtel, abbreviazione di Qatar Telecom) è un'azienda di telecomunicazioni del Qatar. Unico Internet service provider presente, è una delle maggiori compagnie dell'emirato (con 2000 impiegati). Fondata nel 1999, è quotata, oltre che alla borsa di Doha, alla London Stock Exchange, alla Bahrain Stock Exchange e alla borsa di Abu Dhabi.
Provvede, inoltre, ai servizi di telefonia mobile che collegano il Qatar all'Oman con la Nawras, una joint-venture con la TDC e alcuni partner dell'Oman. Nel 2006 ha intrapreso una partnership con la Korea Telecom.
A novembre dello stesso anno una legge del governo di Doha ha costretto la società a rompere il monopolio delle comunicazioni, con la conseguenza che ora la principale compagnia mobile del Qatar è la IctQATAR.
Nel febbraio 2013 cambiò il suo nome da Qtel a Ooredoo, trascrizione in alfabeto latino di "io voglio" in lingua araba.
L'azienda è presente anche in Tunisia, dove risulta il primo operatore privato.

## Attività pubblicitarie
L'azienda, oltre che nella telefonia, è attiva anche nella sponsorizzazione di alcuni eventi sportivi, sempre come sponsor secondario. Due esempi sono il Gran Premio motociclistico del Qatar sul Circuito di Losail e l'ATP Masters Series di tennis di Amburgo.
Nelle partite di campionato, il logo Ooredoo appare sulle maglie del PSG sotto al numero posto sulla schiena dei calciatori.